# Lista de líderes em walks da MLB
A lista a seguir lista os 100 jogadores que mais foram recompensados com  walks na história da  Major League Baseball.

## A lista
- Negrito denota jogador ativo (números em parênteses denota o número de walks na atual temporada)..
- † denota eleito para o National Baseball Hall of Fame.
- Estatísticas atualizadas até a temporada de 2016.

| Posição | Jogador            | BB   |
| ------- | ------------------ | ---- |
| 1       | Barry Bonds        | 2558 |
| 2       | Rickey Henderson † | 2190 |
| 3       | Babe Ruth †        | 2062 |
| 4       | Ted Williams †     | 2019 |
| 5       | Joe Morgan †       | 1865 |
| 6       | Carl Yastrzemski † | 1845 |
| 7       | Jim Thome          | 1747 |
| 8       | Mickey Mantle †    | 1733 |
| 9       | Mel Ott †          | 1708 |
| 10      | Frank Thomas †     | 1667 |
| 11      | Eddie Yost         | 1614 |
| 12      | Darrell Evans      | 1605 |
| 13      | Stan Musial †      | 1599 |
| 14      | Pete Rose          | 1566 |
| 15      | Harmon Killebrew † | 1559 |
| 16      | Chipper Jones      | 1512 |
| 17      | Lou Gehrig †       | 1508 |
| 18      | Mike Schmidt †     | 1507 |
| 19      | Eddie Collins †    | 1499 |
| 20      | Bobby Abreu        | 1476 |
| 21      | Gary Sheffield     | 1475 |
| 22      | Willie Mays †      | 1464 |
| 23      | Jimmie Foxx †      | 1452 |
| 24      | Eddie Mathews †    | 1444 |
| 25      | Frank Robinson †   | 1420 |
| 26      | Wade Boggs †       | 1412 |
| 27      | Hank Aaron †       | 1402 |
| 28      | Jeff Bagwell       | 1401 |
| 29      | Dwight Evans       | 1391 |
| 30      | Tris Speaker †     | 1381 |
| 31      | Reggie Jackson †   | 1375 |
| 32      | Jason Giambi       | 1366 |
| 33      | Rafael Palmeiro    | 1353 |
| 34      | Willie McCovey †   | 1345 |

| Posição | Jogador             | BB   |
| ------- | ------------------- | ---- |
| 35      | Alex Rodriguez      | 1338 |
| 36      | Todd Helton         | 1335 |
| 37      | Eddie Murray †      | 1333 |
| 38      | Tim Raines          | 1330 |
| 39      | Manny Ramirez       | 1329 |
| 40      | David Ortiz         | 1319 |
| 41      | Tony Phillips       | 1319 |
| 42      | Adam Dunn           | 1317 |
|         | Mark McGwire        | 1317 |
| 44      | Ken Griffey Jr.     | 1312 |
| 45      | Fred McGriff        | 1305 |
| 46      | Luke Appling †      | 1302 |
| 47      | Edgar Martínez      | 1283 |
| 48      | Al Kaline †         | 1277 |
| 49      | John Olerud         | 1275 |
| 50      | Ken Singleton       | 1263 |
| 51      | Jack Clark          | 1262 |
| 52      | Rusty Staub         | 1255 |
| 53      | Ty Cobb             | 1249 |
| 54      | Willie Randolph     | 1243 |
| 55      | Jimmy Wynn          | 1224 |
| 56      | Dave Winfield †     | 1216 |
| 57      | Albert Pujols       | 1214 |
| 58      | Pee Wee Reese †     | 1210 |
| 59      | Lance Berkman       | 1201 |
| 60      | Richie Ashburn †    | 1198 |
| 61      | Brian Downing       | 1197 |
|         | Lou Whitaker        | 1197 |
| 63      | Chili Davis         | 1194 |
| 64      | Billy Hamilton †    | 1187 |
| 65      | Charlie Gehringer † | 1186 |
| 66      | Brian Giles         | 1183 |
| 67      | Craig Biggio        | 1160 |
| 68      | Donie Bush          | 1158 |

| Posição | Jogador           | BB   |
| ------- | ----------------- | ---- |
| 69      | Luis Gonzalez     | 1155 |
| 70      | Max Bishop        | 1153 |
|         | Toby Harrah       | 1153 |
| 72      | Harry Hooper †    | 1136 |
| 73      | Jimmy Sheckard    | 1135 |
| 74      | Brett Butler      | 1129 |
|         | Cal Ripken, Jr. † | 1129 |
| 76      | Carlos Delgado    | 1109 |
| 77      | Ron Santo †       | 1108 |
| 78      | George Brett †    | 1096 |
| 79      | Paul Molitor †    | 1094 |
| 80      | Lu Blue           | 1092 |
|         | Stan Hack         | 1092 |
| 82      | Paul Waner †      | 1091 |
| 83      | Graig Nettles     | 1088 |
| 84      | Bobby Grich       | 1087 |
| 85      | Derek Jeter       | 1082 |
| 86      | Mark Grace        | 1075 |
|         | Bob Johnson       | 1075 |
|         | Robin Ventura     | 1075 |
| 89      | Ozzie Smith †     | 1072 |
| 90      | Harlond Clift     | 1070 |
|         | Keith Hernandez   | 1070 |
| 92      | Bernie Williams   | 1069 |
| 93      | Bill Dahlen       | 1064 |
| 94      | Harold Baines     | 1062 |
| 95      | Joe Cronin †      | 1059 |
| 96      | Ron Fairly        | 1052 |
| 97      | Carlos Beltrán    | 1051 |
| 98      | Billy Williams †  | 1045 |
| 99      | Norm Cash         | 1043 |
|         | Eddie Joost       | 1043 |

## Próximo ao top 100
Até a temporada de 2016, os seguintes jogadores estavam próximos de entrar na lista:
- Miguel Cabrera (1011)